# Перехляй
Перехля́й — посёлок в Крапивинском районе Кемеровской области. Административный центр Мельковского сельского поселения.

## География
Центральная часть населённого пункта расположена на высоте 167 м над уровнем моря.

## Население
| 2010 |
| ---- |
| 881  |

### Половой состав
По данным Всероссийской переписи населения 2010 года, в посёлке Перехляй проживал 881 человек (407 мужчин, 474 женщины).